# 5159 Burbine
5159 Burbine este un asteroid din centura principală de asteroizi.

## Descriere
5159 Burbine este un asteroid din centura principală de asteroizi. A fost descoperit pe 9 septembrie 1977 la Harvard College Observatory. Asteroidul prezintă o orbită caracterizată de o semiaxă mare de 2,79 ua, o excentricitate de 0,11 și o înclinație de 9,3° în raport cu ecliptica.